# Marbella Centro
Marbella Centro es un distrito del municipio de Marbella, en la provincia de Málaga, España. Como su nombre indica, está situado en el centro del término municipal, entre los distritos de Nueva Andalucía, al oeste, y Las Chapas, al este. El distrito abarca el casco antiguo de la ciudad.